# Tsvi Piran
Tsvi Piran (né le 6 mai 1949 à Tel Aviv-Jaffa) est un astrophysicien israélien, spécialiste notamment du sursaut gamma.